# Pont-Audemer
Pont-Audemer este o comună franceză, situată în departamentul Eure, în regiunea Normandia, creată la 1 ianuarie 2018 cu statut de comună nouă. Aceasta reunește vechile comune Pont-Audemer și Saint-Germain-Village.

## Geografie

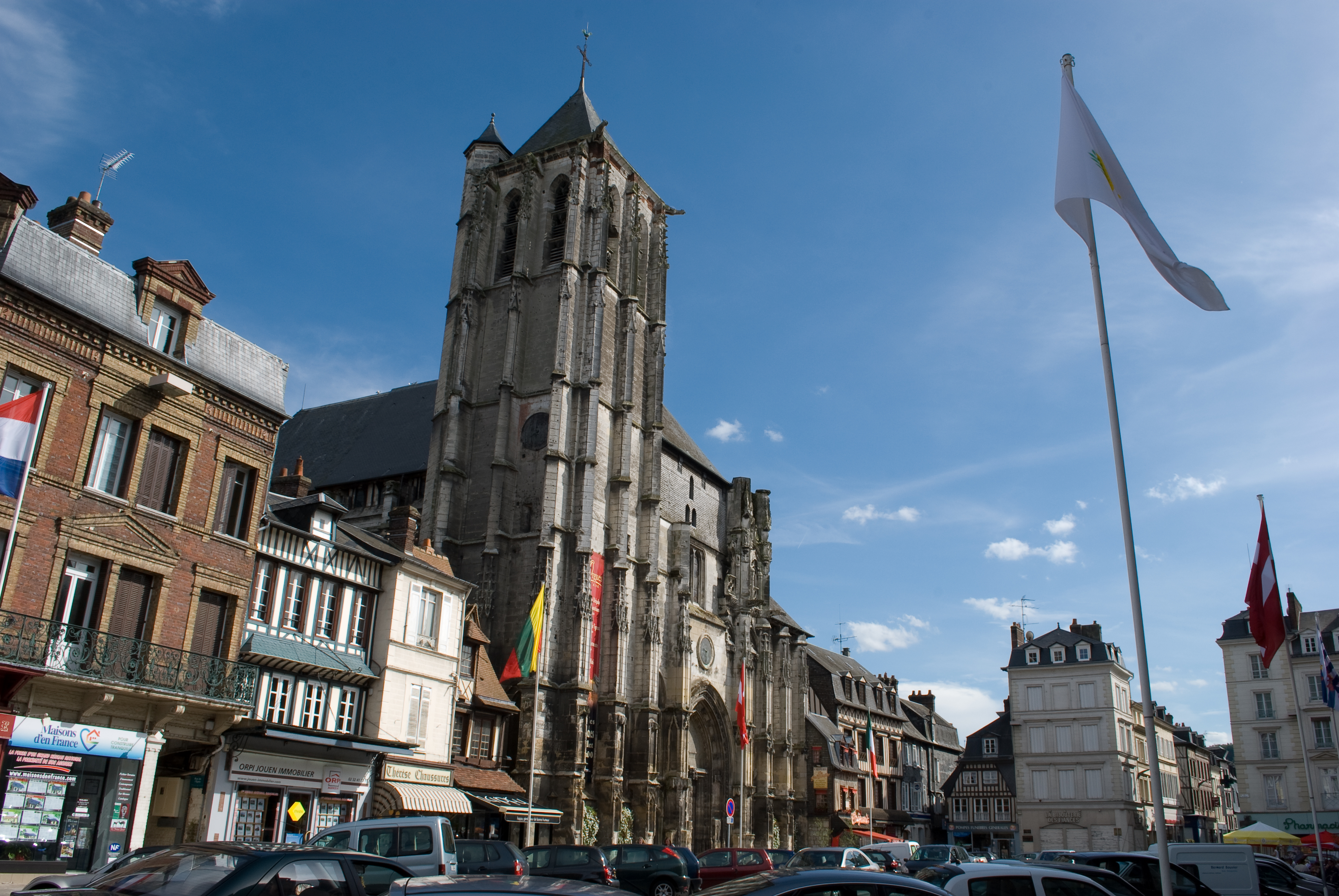
Centrul orașului.

Pont-Audemer este principala comună din nord-vestul departamentului Eure, în regiunea Normandia. Situată în inima văii râului Risle, se află exact la joncțiunea dintre regiunile naturale Roumois la est și Lieuvin la vest.
Pont-Audemer este accesibilă de pe autostrada A13.
Ea este deservită de traseul de mare drumeție GR 224.
Fosta gară din Pont-Audemer este utilizată doar pentru transportul de marfă.

### Comune limitrofe
|              | Saint-Mards-de-Blacarville Manneville-sur-Risle | Corneville-sur-Risle |
| Toutainville |                                                 | Corneville-sur-Risle |
|              | Campigny                                        |                      |

### Hidrografie

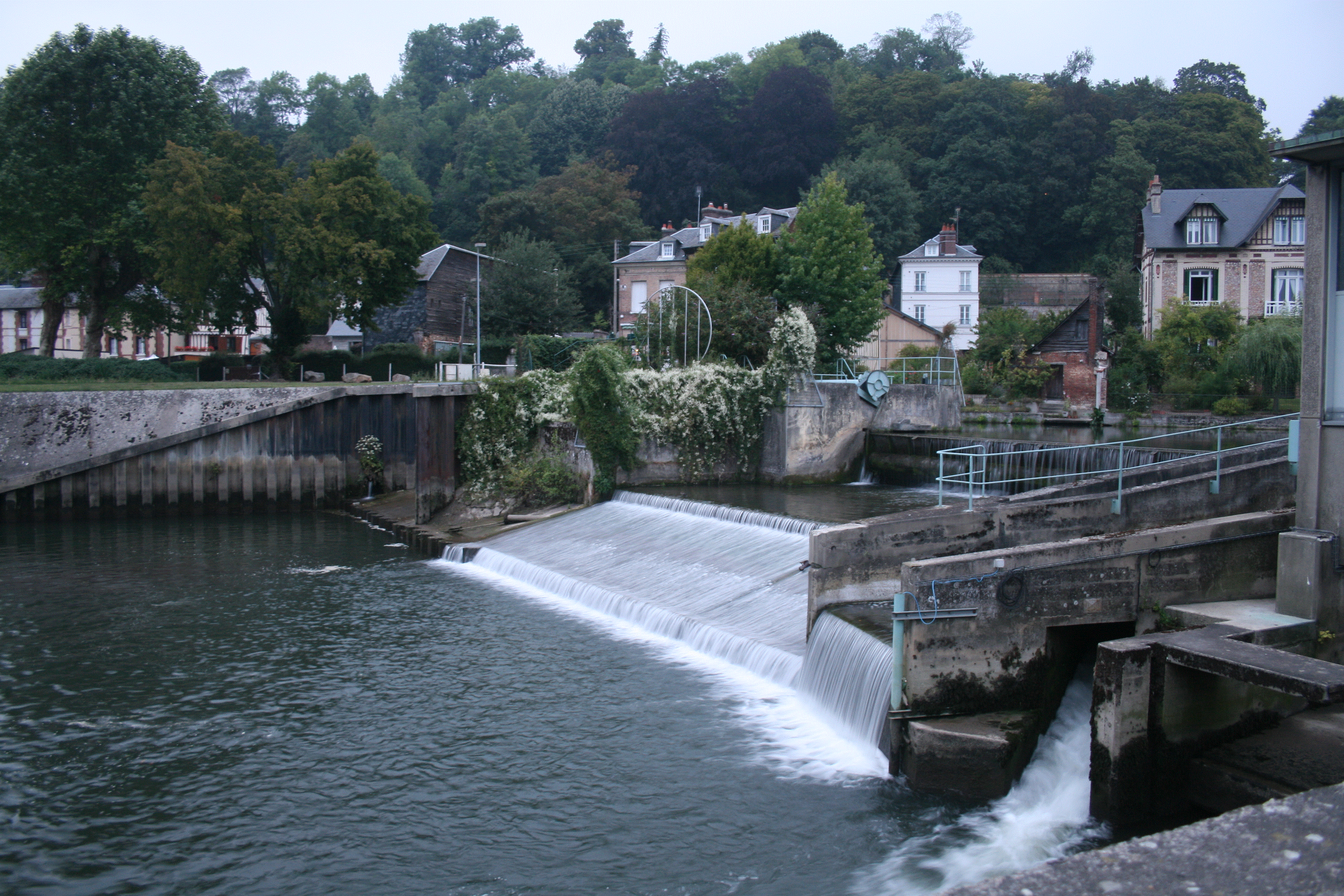
Râul Risle.

Pont-Audemer este traversată de mai multe brațe ale râului Risle, un afluent al Senei, înconjurate de zonele umede din apropiere.

### Clima
În 2010, clima comunei este de tip oceanic alterat, conform unui studiu al CNRS bazat pe o serie de date care acoperă perioada 1971-2000. În 2020, Météo-France a publicat o tipologie a climei din Franța metropolitană, în care comuna este expusă unei clime oceanice și se află în regiunea climatică Côtes de la Manche orientală, caracterizată printr-o slabă însorire (1.550 ore/an); umiditate ridicată a aerului (peste 20 ore/zi cu umiditate relativă > 80 % în timpul iernii) și vânturi puternice frecvente. În paralel, GIEC Normand, un grup regional de experți în climat, diferențiază la rândul său, într-un studiu din 2020, trei tipuri majore de climă pentru regiunea Normandia, nuanțate la o scară mai fină de factorii geografici locali. Conform acestei împărțiri, comuna este expusă unui „climat contrastant al colinelor”, corespunzător regiunilor Pays d’Auge, Lieuvin și Roumois, mai puțin direct supuse fluxurilor oceanice, dar cu precipitații destul de marcate datorită reliefului colinar care favorizează formarea acestora.
Pentru perioada 1971-2000, temperatura medie anuală este de 10,8 °C, cu o amplitudine termică anuală de 13,2 °C. Cantitatea medie anuală de precipitații este de 805 mm, cu 12,4 zile de precipitații în ianuarie și 8,1 zile în iulie. Pentru perioada 1991-2020, temperatura medie anuală observată la stația meteorologică situată în comuna Boulleville la 11 km distanță în linie dreaptă, este de 11,3 °C, iar cantitatea medie anuală de precipitații este de 851,2 mm. Pentru viitor, parametrii climatici estimati pentru comună pentru anul 2050, conform diferitelor scenarii de emisii de gaze cu efect de seră, pot fi consultati pe un site dedicat publicat de Météo-France în noiembrie 2022.

## Urbanism

### Tipologie
La 1 ianuarie 2024, Pont-Audemer este clasificată ca un centru urban intermediar, conform noii grile comunale de densitate cu 7 niveluri definită de INSEE (Institutul Național de Statistică și Studii Economice) în 2022. Ea face parte din unitatea urbană Pont-Audemer, o aglomerație intra-departamentală al cărei oraș-centru este. În plus, comuna aparține zonei metropolitane a orașului Pont-Audemer, care reunește 34 de comune și este clasificată în zonele cu mai puțin de 50.000 de locuitori.

## Toponimie
Noua comună a preluat numele comunei delegate Pont-Audemer, atestat sub forma latinizată ad duos Pontes („două poduri”) în anul 715, Pontem Aldemari în 1025, Aldemari Ponte în jurul anului 1040, Pons Aldemari în 1135 (Orderic Vitalis), Ponteaudomarus în 1150 (document emis de Hugues, arhiepiscop de Rouen), Pons Aldemer în jurul anului 1190 (cartularul de l'Isle-Dieu), Pons Audomarus în 1263 (colecția de ordonanțe).
Al doilea element, Audemer, permite diferențierea față de Pont-l'Évêque și Pont-Authou.
Este vorba despre o formațiune toponimică medievală în Pont-, al cărei al doilea element, Audemer, reprezintă un antroponim de tip germanic, Haldemar. sau Aldemarus (înțeles ca Aldemar, cu desinența -us adăugată în textele redactate în latină medievală), care a evoluat în mod regulat spre Audemer în franceză. Numele locului înseamnă, așadar, „podul lui Haldemar”.
Acest tip de construcție Pont + nume de persoană este frecvent în Franța, unde antroponimul apare în poziția de posesor (istoric, la cazul regim, echivalentul unui genitiv în franceza veche). Normandia are mai multe astfel de toponime, cum ar fi Pont-Bellanger (Calvados), Pontchardon (Orne), Pontaubault (Manche), Pontorson (Manche) etc. Mai rar este ordinea inversă Nume de persoană + pont, o formulă arhaică regăsită în toponime precum Radepont (Eure) sau Senarpont (Somme).
Numele comunei în franceză, pronunțat [-odmɛʁ], este omofon cu expresia „eau de mer” (apă de mare), ceea ce a dus la o reinterpretare a numelui prin etimologia populară. Această omofonie există și în pronunția originală a toponimului în limba normandă, pont-iau-de-mé (unde iau înseamnă „apă” și mé înseamnă „mare” în normand).

## Istorie
În 1120, Galéran IV de Meulan (1104-1166) moștenește orașul de la tatăl său, Robert I.
Creată la 1 ianuarie 2018 printr-un ordin al prefectului din Eure, datat 6 decembrie 2017, comuna reunește vechile comune Pont-Audemer și Saint-Germain-Village.

## Populația și societatea

### Date demografice
| An        | 2018  | 2019 | 2020 | 2021 |
| --------- | ----- | ---- | ---- | ---- |
| Populație | 10120 | 9982 | 9891 | 9848 |

## Cultura și patrimoniul local

### Locuri si monumente
Patrimoniul comunei este alcătuit din cel al celor două comune fuzionate: Pont-Audemer și Saint-Germain-Village.
Comuna Pont-Audemer găzduiește în inima sa o operă de artă intitulată La dentelle de Pont-Audemer, realizată de Élisabeth Ballet în 2001, cu ocazia reamenajării pieței du Pot d'Étain.

### Personalități
- Hubert Drouais (1699-1767), pictor francez, s-a născut la Pont-Audemer.
- Laetitia Casta, actriță și model, s-a născut la Pont-Audemer în 1978.
- Alexis Vastine (1986-2015), boxer, s-a născut la Pont-Audemer.